# Maison de Léon et Jeanne Blum
La maison de Léon et Jeanne Blum est située à Jouy-en-Josas dans les Yvelines. L'ancien président du Conseil Léon Blum y vécut cinq années avant de décéder sur les lieux le 30 mars 1950 d'un infarctus à l'âge de 77 ans.
La propriété a reçu le Label « Maisons des illustres » en 2012.

## Historique

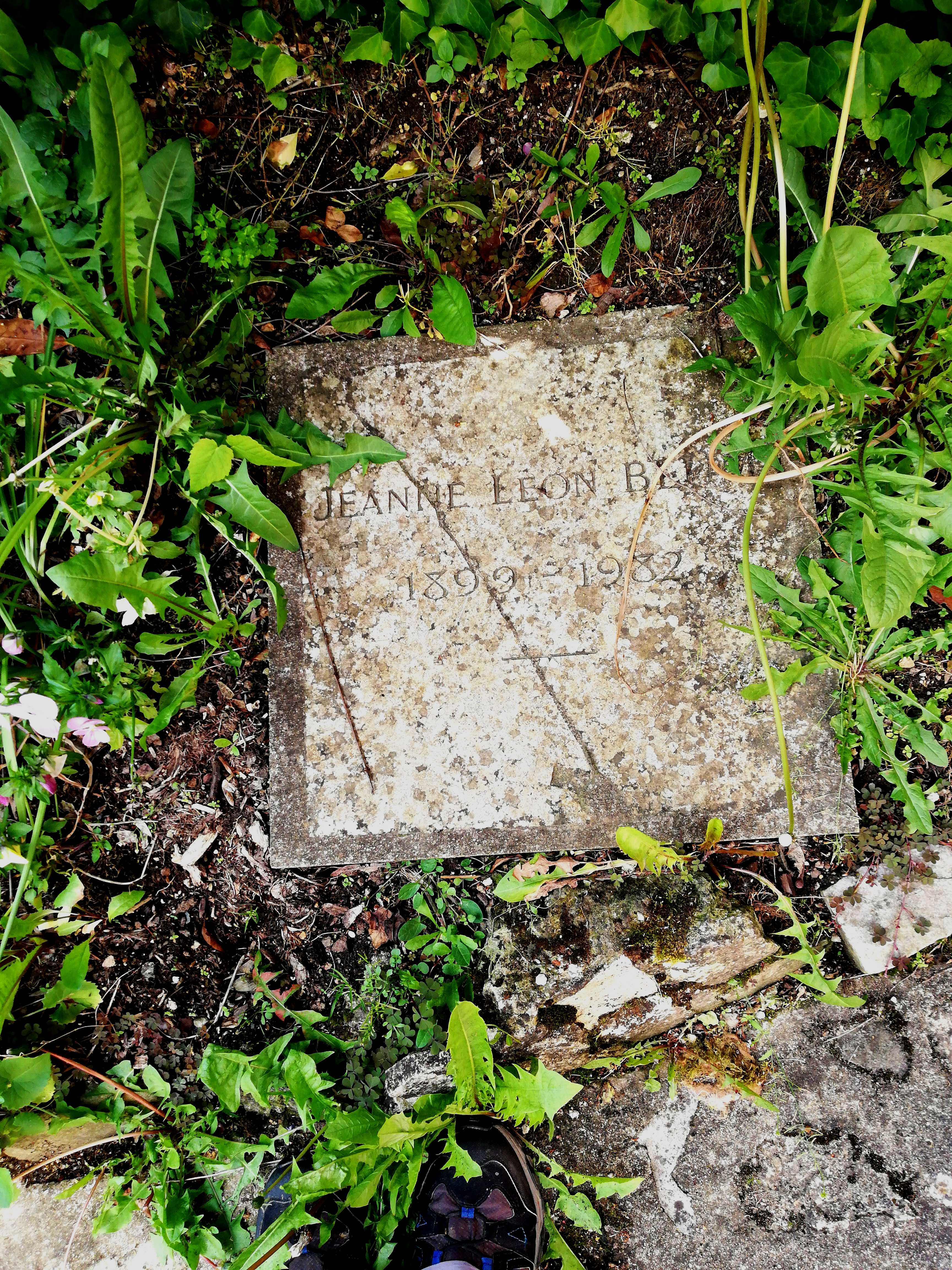
Plaque dans le jardin du « Clos des Metz » où sont enterrées les cendres de Jeanne Blum.

La maison est une ancienne ferme du XVIIe siècle située au 4 de la rue Léon-Blum, sur le plateau des Metz (d'où son nom de Clos des Metz) à Jouy-en-Josas que Jeanne Blum, cousine de Léon Blum avait achetée en 1938. L'ancien président du Conseil du Front populaire y passa les dernières années de sa vie, en compagnie de Jeanne qui s'était rapprochée de lui après la mort de sa deuxième épouse, l'avait suivi en 1943 et épousé au camp de concentration nazi de Buchenwald.  
En 1974, Jeanne ouvrira l'Ecole Jeanne-Blum à Jouy-en-Josas destinée à former dans les métiers du paramédical des enfants déscolarisés et des adultes. Elle y appliquera sa méthode dite de Complémentarité Horizontale. L'école est toujours en activité. Elle intitulera un des diplômes « Georges Achard », nom porté par son fils.
Jeanne Blum se donne la mort en 1982, 32 ans après le décès de Léon Blum. Ses cendres sont enterrées dans le jardin de leur maison.
La maison a été acquise par le Syndicat intercommunal d'aménagement Jouy-Vélizy à la suite d'une délibération en date du 15 décembre 1972.
Cette vente a été faite et acceptée par le syndicat aux conditions suivantes :
« La maison devra perpétuer le souvenir du président Léon Blum et être affecté à usage culturel et musical... ».
Par délibération en date du 4 février 1991, le Syndicat intercommunal d'aménagement Jouy-Vélizy, décide de céder pour le franc symbolique, la propriété à la ville de Jouy-en-Josas.

### Musée

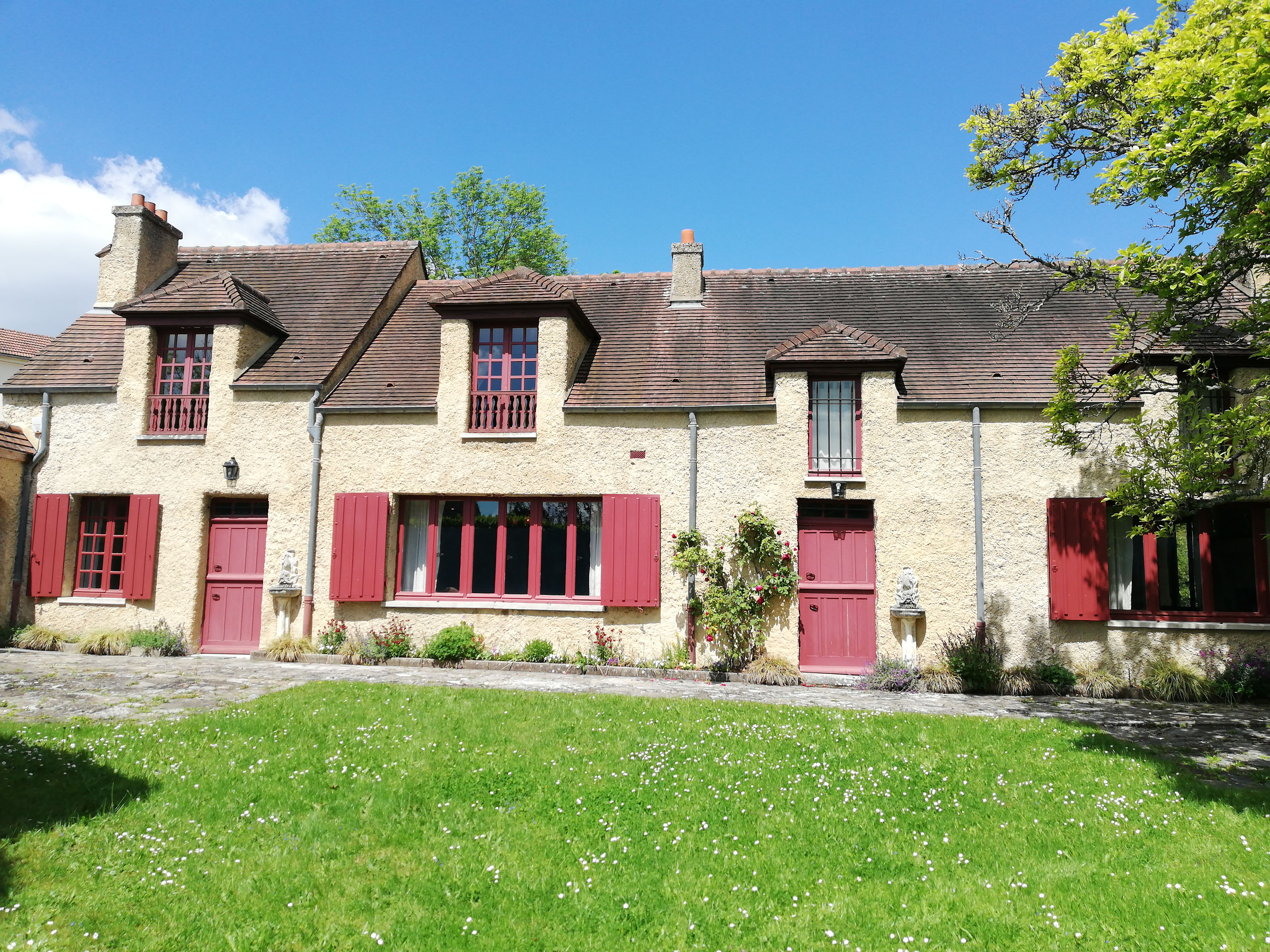
Façade de la maison côté jardin.

Le conseil municipal de Jouy-en-Josas dans sa réunion du 26 mars 1991 accepte cette cession et autorise le maire à signer l'acte d'acquisition de la propriété Blum et s'engage à respecter les conditions d'utilisation de la propriété telles qu'elles sont définies dans l'acte de vente signé par madame Jeanne Blum.
Transformée en musée en 1986, inauguré par François Mitterrand, une exposition y présente la vie politique et l'œuvre littéraire de Léon Blum. 
Le musée est labélisé Maison des Illustres depuis 2012, reconnaissance nationale accordée par le ministère de la Culture et appartient au réseau de la Fédération nationale des Maisons d’écrivains et des patrimoines littéraires. En 2015, la ville délègue la gestion et l’exploitation du musée à l’Association Maison Léon Blum, reconnue d'intérêt général, créée à cet effet.
En 2017, la Maison a fait l’objet d’une grande campagne de restauration et d’agrandissement. Afin de mieux répondre aux attentes des visiteurs et d’accueillir des groupes, une extension attenante au bâtiment historique a été construite pour y déployer une salle d’exposition permanente. Cette exposition permanente permet aux visiteurs de découvrir de nombreuses archives photographiques et audiovisuelles, appuyée sur le discours d’historiens. Le bureau et la bibliothèque ont été conservés à l'identique. Le musée est ouvert les dimanches après-midi des mois de mai-juin-septembre et octobre.